# فدراسیون بسکتبال فرانسه
فدراسیون بسکتبال فرانسه (فرانسوی: Fédération Française de Basketball‎) نهاد اداره کننده ورزش بسکتبال در کشور فرانسه است. این فدراسیون که در سال ۱۹۳۲ تاسیس شده مقر آن در شهر پاریس قرار دارد.